# Улица Нестерова (Нижний Новгород)
Улица Нестерова — улица в исторической части Нижнего Новгорода. Проходит от Верхне-Волжской набережной до Ковалихинской улицы. Протяжённость улицы около 780 м.

## История
С 1839 года за улицей, по находившейся здесь с 1808 года губернской больнице (современная городская больница № 5, улица Нестерова, д. 34), закрепилось название Больничная. Комплекс больницы посещали император Александр II и будущий император Александр III.
При больнице после долгих обсуждений в декабре 1893 года было принято решение строить церковь, на строительство купеческой вдовой А. Я. Горбуновой была внесена значительная денежная сумма (примерна пятая часть от сметной) в память о своём муже, некоторая сумма была добавлена земской управой, в дальнейшем строительство велось на частные пожертвования. Строительство вёл архитектор В. Н. Брюхатов (после его кончины — архитектор А. Н. Никитин). Торжественная закладка здания церкви и освящение места под его строительство состоялась в конце лета 1894 года, в 1896 году церковь была освящена. С установлением советской власти богослужения были прекращены, затем церковь некоторое время действовала в 1920-х — 1939-х годах, использовалось как складское помещение различных организаций и как больничный морг. В 1965 году в церковных помещениях был открыт рентгенологический кабинет, потом работала научная лаборатория радиофизических методов медицины. В 1988 году здесь планировалось открыть музей знаменитого русского лётчика П. Н. Нестерова (1887—1914). Деятельность церкви возобновлена в 1994 году.
Современное название в память Пётра Нестерова, уроженца Нижнего Новгорода, в детские и юношеские годы он жил на улице Больничной и учился в Кадетском корпусе, размещавшемся в Кремле. К столетию со дня рождения Нестерова у начала улицы был разбит сквер и возведён комплекс памятников (памятник лётчику, памятный камень «Групповой полёт Нестерова», памятный камень «Мёртвой петле», памятный камень «Таран Нестерова»).

## Достопримечательности
д. 2 — Церковь Иконы Божией Матери Всех скорбящих Радость
д. 37 — Дом, в котором жил врач Петр Николаевич Михалкин

## Сквер Нестерова

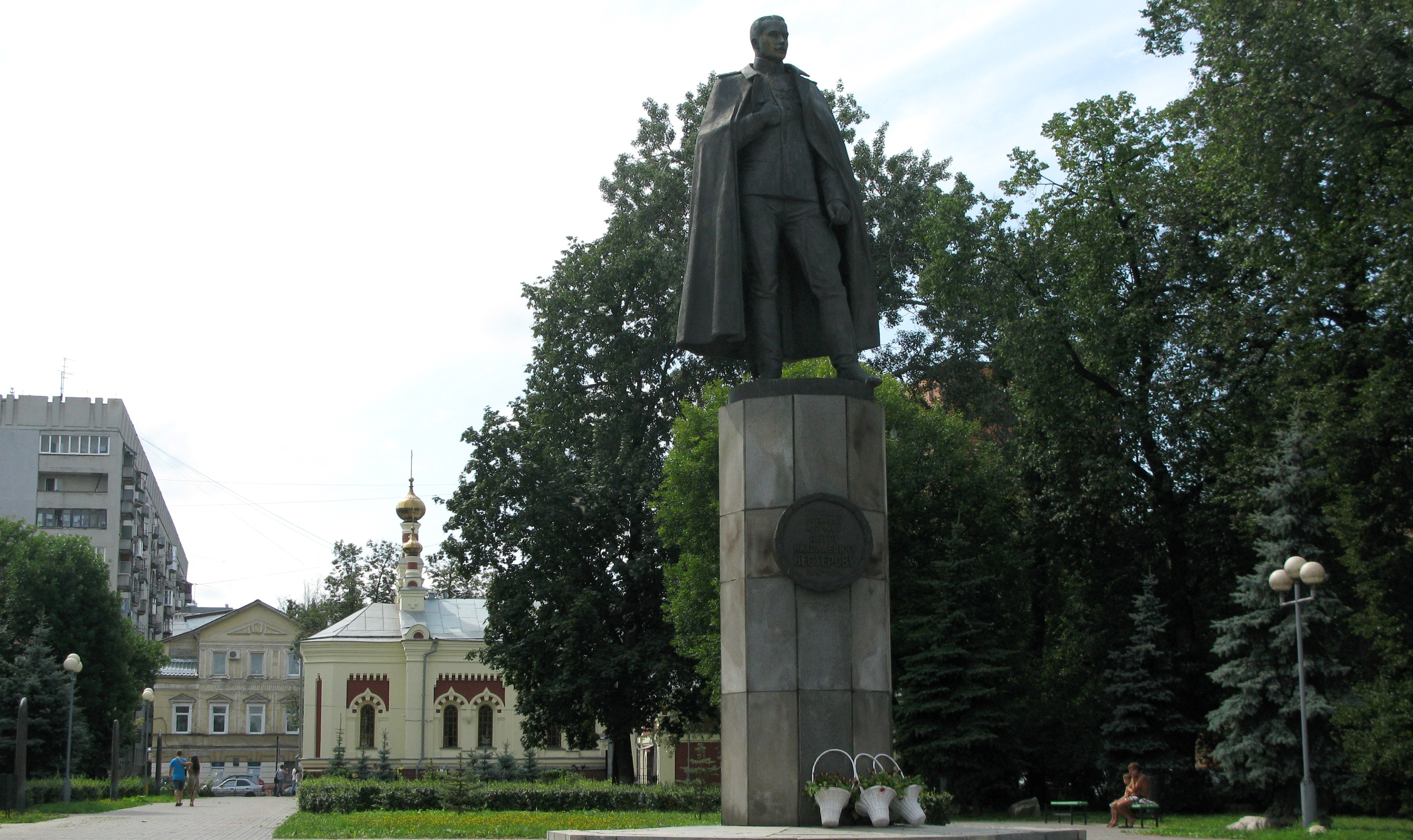
Памятник Нестерову
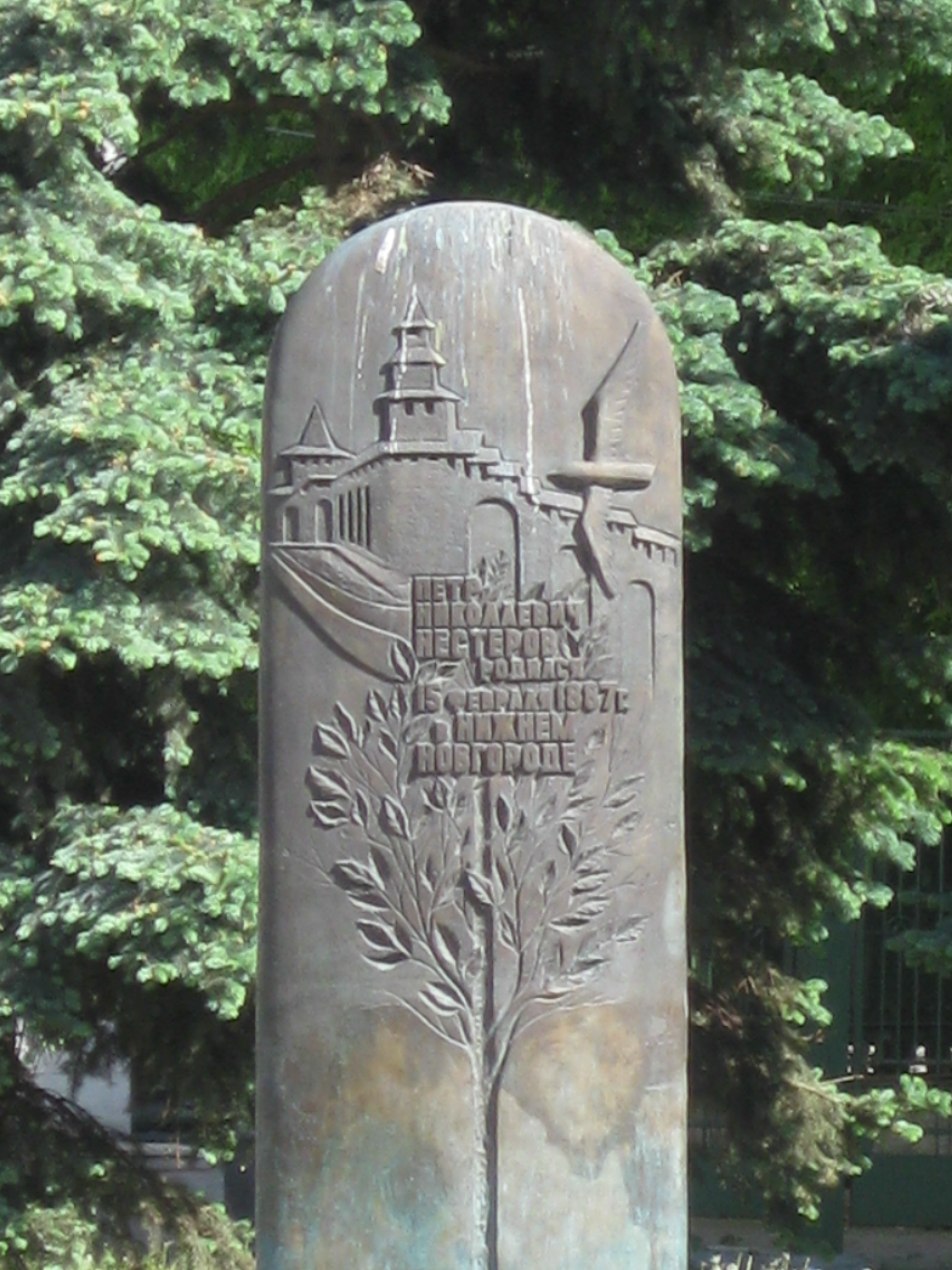
Обелиск Нестерову — уроженцу Нижнего Новгорода
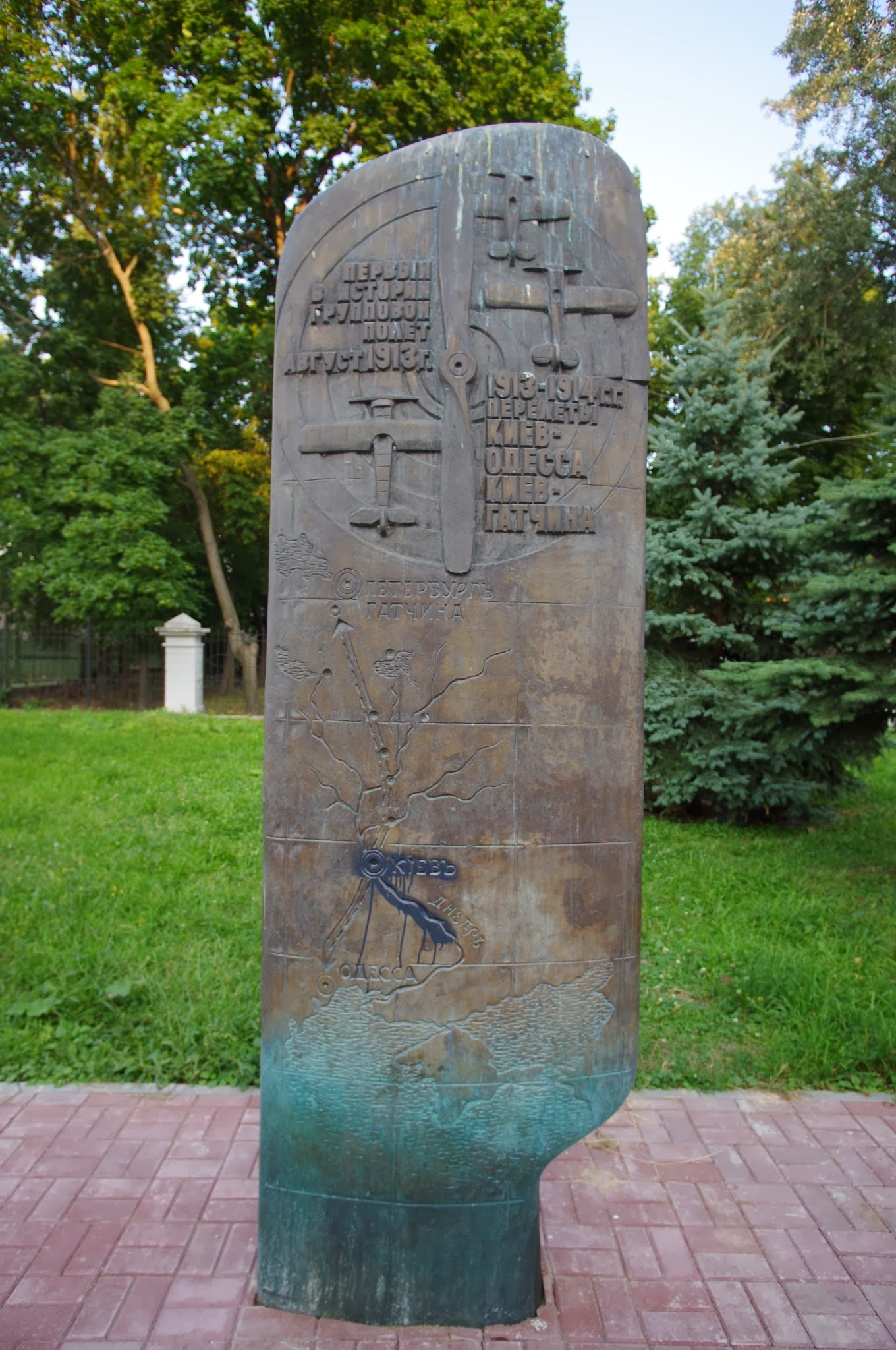
Обелиск в память первого группового полёта
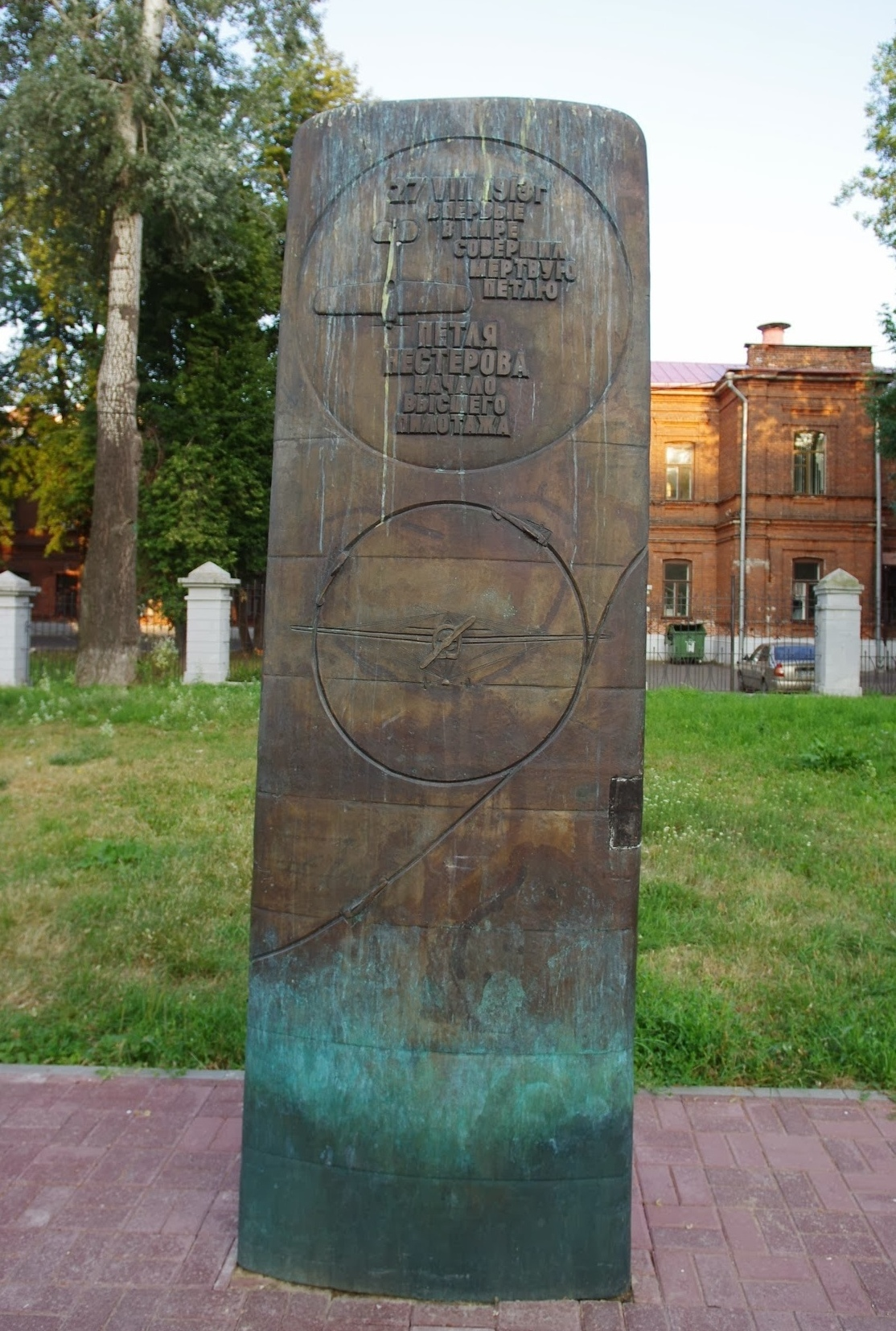
Обелиск в память Петли Нестерова
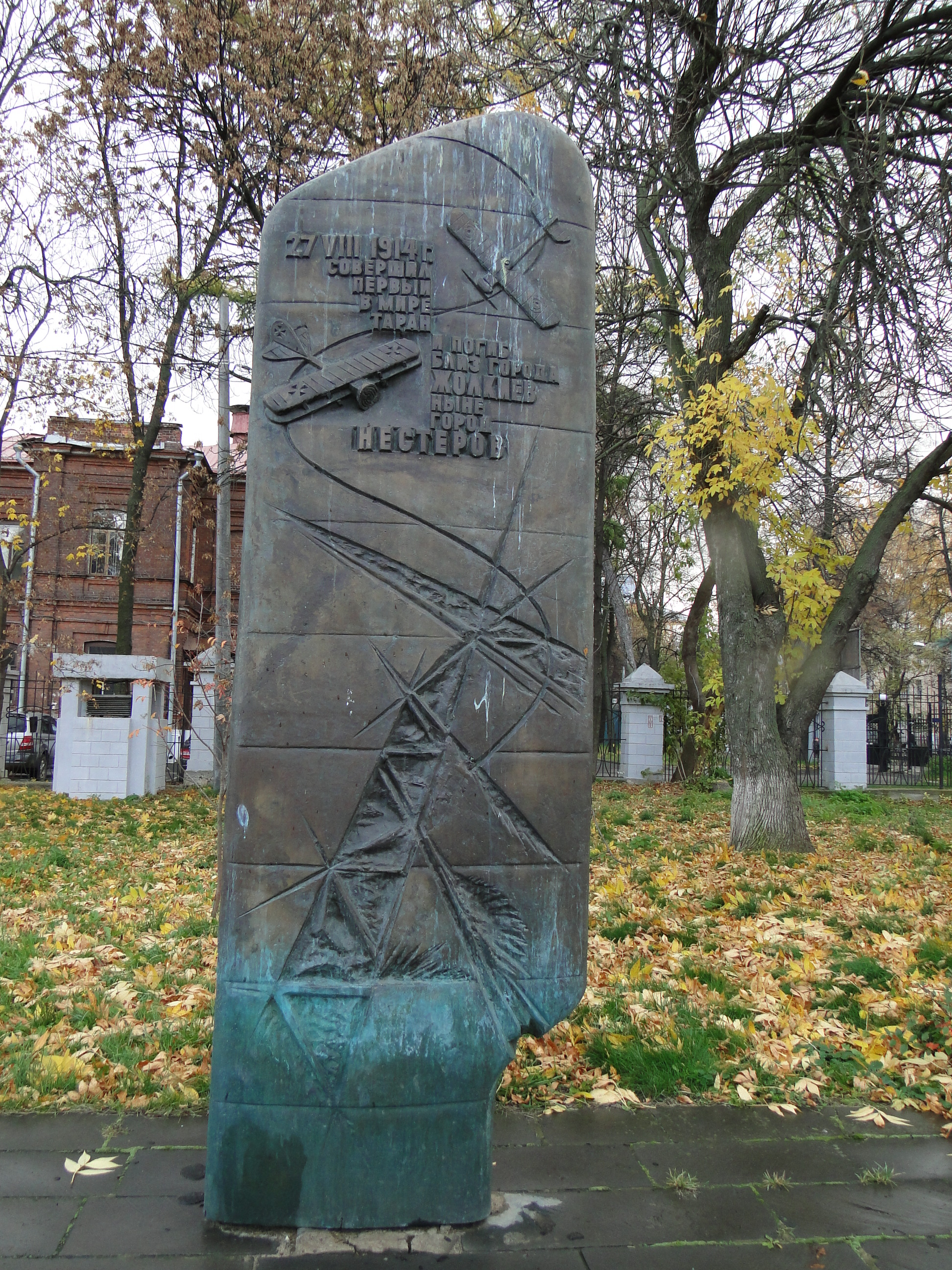
Обелиск воздушному тарану

В 2021 году проведено комплексное благоустройство сквера, были заменены покрытия, лавочки, урны, освещение, выполнено архитектурно-художественная подсветка памятника Нестерову, обновлены зеленые насаждения. По свидетельству городской комиссии сквер считается одним из лучших по качеству содержания в городе.

## Известные жители

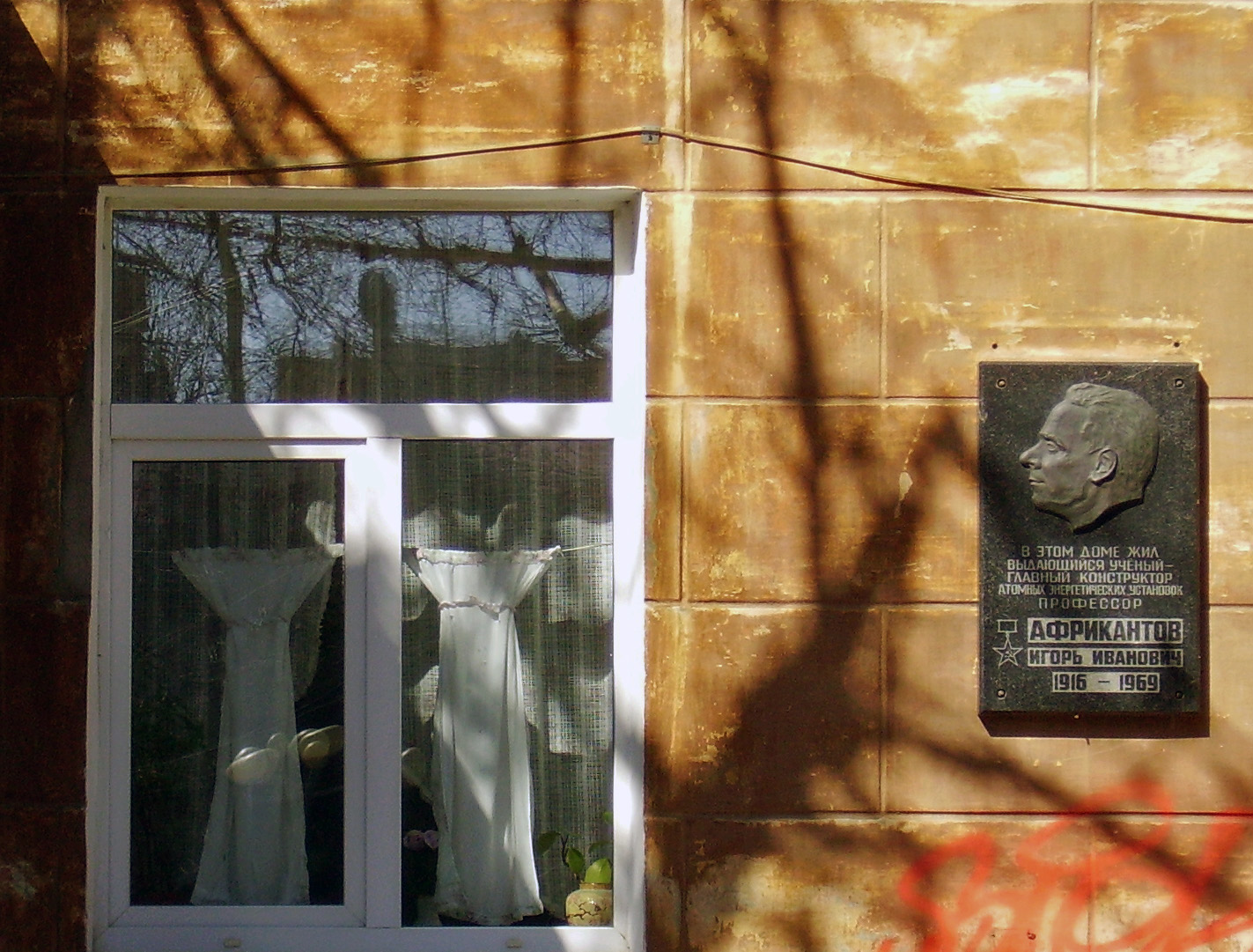
Мемориальная доска на доме 3 по улице Нестерова, где жил Африкантов в Нижнем Новгороде

д. 3 — И. И. Африкантов (мемориальная доска)
д. 8 — Максим Горький
д. 37 — П. Н. Михалкин